# Фарес Фарес
Фарес Фарес (швед. вимова: [ˈfaːrɛs ˈfaːrɛs] ( прослухати); народився 29 квітня 1973) — шведсько-ліванський актор.

## Раннє життя
Фарес народився в Бейруті, Ліван. Його молодший брат — режисер Йозеф Фарес, і у нього є чотири сестри. У 1987 році, коли Фаресу було 14 років, його сім'я переїхала в Швецію, і оселилася в Еребру. Вони переїхали, рятуючись від ліванської громадянської війни і вибрали Швецію, тому що у них були родичі, які вже там жили. Фарес говорить, що він вивчив шведську за три місяці життя у Швеції.
У віці 15 років, Фарес виступав в місцевій театральній групі в Еребру. Коли йому було 19, він навчався в театральній школі в Мельндале біля Гетеборга, Швеція. Він провів шість років, працюючи в театрі Tamauer.

## Кар'єра

### Фільм
Фарес зіграв головні ролі у фільмах його брата, режисера Йозефа Фареса, у тому числі в його дебютному фільмі у 2000-х Джалла! Джалла!  і у 2003 році Kopps.  Він знявся в фільмі Піф-Паф орангутан (2005) і Убий своїх коханих (2006).
У 2010 році Фарес знявся у шведському кримінальний трилері Шалені гроші з Джоель Кіннаман. Фільм був визнаний критиками та був відібраний для американської дистрибуції Харві Вайнштейном. У 2012 році Фарес зробив свій голлівудський дебют у фільмі Дензела Вашингтона Безпечний будинок. Фарес мав роль у фільмі Номер 44 (2014) з Томом Харді і Гарі Олдманом. Фарес зіграв сенатора Васпара в фільмі Бунтар Один: Зоряні війни Історія (2016).

### Телебачення
У 2014 році Фарес зіграв Фаузі Надаль в телешоу, Тиран, на каналі FX. Тиран був продовжений на другий сезон, який почав транслюватися влітку 2015 року і також був продовжений на третій сезон літа 2016 року. У 2018-2019 роках Фарес з'явився у двох блокбастерах HBO — Дикий Захід і Чорнобиль.

### Театр
- 1996: Samuel Beckett's I väntan på Godot (Waiting for Godot) at Teater Tamauer, Sweden
- 2000: Dom, directed by Jasenko Selimovic, with Torkel Petersson, at the Gothenburg City Theatre (Göteborgs Stadsteater), Gothenburg, Sweden
- 2000: Natten före skogarna at Teater Tamauer, Sweden
- 2001: Tillbaka till öknen at the Royal Dramatic Theatre, Stockholm, Sweden
- 2002: Köket at the Gothenburg City Theatre, Gothenburg, Sweden
- 2003: Brott, hemtjänst, straffpengar, pensionärsmord at Backstage, Sweden
- 2003: Den arabiska natten at Backstage, Sweden

## Особисте життя
Фарес говорить, що він проводить свій час в Стокгольмі, Швеція і Лос-Анджелесі, Каліфорнія.

## Фільмографія
| Роки    | Назва українською                 | Назва англійською | Роль                  | Примітки    |
| ------- | --------------------------------- | ----------------- | --------------------- | ----------- |
| 2009    | Metropia                          | Metropia          | Фіраз Саноман (голос) |             |
| 2010    | Шальні гроші (фільм, 2010) \|     | Snabba cash       | Махмуд                |             |
| 2012    | Код доступу «Кейптаун»            | Safe House        | Варгас                |             |
| 2012    | Ціль номер один                   | Zero Dark Thirty  | Хаким                 |             |
| 2012    | Шальні гроші: Стокгольмський нуар | Snabba cash II    | Махмуд                |             |
| 2013    | Містеріум. Початок                | Kvinden i buret   | Асад                  |             |
| 2014-16 | Тиран                             | Tyrant            | Фаузі Надаль          | 12 епізодів |
| 2014    | Вбивці фазана                     | Fasandræberne     | Асад                  |             |
| 2015    | Номер 44                          | № 44              | Олексій Андрєєв       |             |
| 2016    | Містеріум. Темрява в пляшці       | Flaskepost fra P  | Асад                  |             |
| 2018    | Містеріум. Журнал 64              | Journal 64        | Асад                  |             |
| 2018    | Світ Дикого Заходу                | Westworld         | Антуан Коста          |             |
| 2019    | Чорнобиль                         | Chernobyl         | Бачо                  |             |
| 2022    | Підрядник                         | The Contractor    |                       |             |